# Гіяс ад-дін Багадур-шах III
Гіяс ад-дін Багадур-шах III (бенг. তৃতীয় গিয়াসউদ্দিন শাহ; д/н —1564) — султан Бенгалії у 1563—1564 роках.

## Життєпис
Походив з династії Мухаммед-шахів, гілки Сурідів. Ймовірно син султана Багадур-шаха II, але це непевно. Відомостей про нього обмаль. 1563 року вбив султана Джалал-шаха та його сина-спадкоємця, захопивши владу. Втім нічого не міг протидіяти повзучому захопленню володінь Тадж-ханом Каррані. Зрештою 1564 року зазнав остаточної поразки й загинув, Багадур-шах III панував 7 місяців і 9 днів. Династія Мухаммед-шахів припинила своє існування.